# Ágcsernyő
Ágcsernyő (szlovákul: Čierna) község Szlovákiában, a Kassai kerület Tőketerebesi járásában.

## Fekvése
Királyhelmectől 10 km-re keletre, a Felső-Bodrogköz keleti szélén fekszik.

## Nevének eredete
Neve a szláv crna (= fekete) melléknévből ered. Előtagja személynévi eredetű és az egykor közelében feküdt, de az időközben elpusztult Pusztacsernyő településtől különbözteti meg.

## Története
A település 1214-ben a leleszi kolostor birtokaként bukkan fel. 1270-ben „Chernafewld” néven említik először abban az oklevélben, melyben V. István király a leleszi káptalan egykori birtokát Ruke Jakabnak és fiának, Ághnak adta. A 14. században a Balassák, a Szécsiek, a Pelejteiek és az Ágócziak birtoka. A 16. században a Bacskayaké. A 17. és 18. században a Klobusitzky és a Szerdahelyi családoké. 1715-ben 9 ház nélküli és 6 lakott jobbágytelke volt. 1787-ben 19 házában 188 lakos élt.
1796-ban Vályi András így ír a községről: „AGSTERNŐ. Elegyes lakosú falu Zemplén Vármegyében, földes Ura Klobusiczky Uraság, lakosai katolikusok, fekszik Battyántol nem meszsze. Jeles szép kertyei, ’s gyümöltsössei vagynak, mellyeket a’ nagy körtvély fák fedeznek, határbéli földgye jó, kivévén e’ fogyatkozását, hogy néhol vízenyős, és az árvíz néha elnyomja termését, mind az által egyéb középszerű tulajdonságaihoz képest második Osztálybéli. CSERNYŐ. Ag Csernyő, Csernyina. Tót falu Zemplén Vármegyében, földes Ura Szerdahelyi, és Klobusiczky Uraságok, lakosai katolikusok, fekszik Bottyán mellett, ’s ennek filiája, határja kiváltképen termékeny, szint azon javai lévén, mint Agárdnak, mind a’ kettő első Osztálybéli.”
1828-ban 36 háza és 287 lakosa volt. Lakói főként mezőgazdaságból éltek.
1851-ben Fényes Elek leírása szerint: „Ág-Csernő, hajdan Chorna, magyar falu, Zemplén vgyében, közel a Tiszához, Leleszhez délre 1 1/4 órányira: 47 r., 28 g. kath., 235 ref., 24 zsidó lak. Szántófölde 450 hold: rétje, legelője, erdeje bőséges. F. u. gr. Klobusiczky, és Szerdahelyi nemzetségek. Ut. p. Ungvár”.
Borovszky Samu monográfiasorozatának Zemplén vármegyét tárgyaló része szerint: „Ágcsernyő, Ung vármegye határán fekvő, bodrogközi magyar kisközség, 104 házzal s 495 lélekkel, kiknek nagyobb része ev. ref. vallású. Postája, távírója és a legközelebb eső vasúti állomása Bély. Hajdan Chorna, Cherna, vagy Chernafalu (Chernafol) elnevezés alatt szerepel. Előfordul Chernaföld és Chernyő elnevezés alatt is. Már 1214-ben találkozunk okleveles említésével, a mikor II. Endre király adományából a leleszi konvent pusztája volt. 1254-ben a Nátafalusi Csontos családnak is van itt része, de ekkor már csak praedium. 1270-ben a leleszi káptalantól elvétetvén, István király Ruke Jakabnak és Ágh nevű fiának adományozza, a mikor Chernaföldnek (Chernafewld) nevezi. Ennek az Ághnak az utódai a Cherneyek, kik innen veszik nevüket is. E család kihaltával a Bocskaiaké lett, kik azonban nem soká bírtokolták, mert 1448-ban már a Pelejtei és a Pelejtei Ágóczi család az ura. A XV. században egy részét a leleszi konvent ismét visszakapta, de 1450-ben az Azari család is birtokosa. 1569-ben Rákóczy György, Kálnássy Ferencz és Deregnyey Lajos kaptak a községre kir. adományt. 1583-ban Fekete Pétert iktatták Csernő részeibe. 1592-ben Balpataky Annát és Krucsay Imrét is birtokosai között találjuk. Hat évvel később Debreközy János özvegye, valamint Deregnyey Gergely, Bacskay Miklós és a leleszi prépostság között oszlik meg, a mikor Polyán-Cserneőnek is írják. 1600-ban a Daróczyakat is birtokba iktatják itt. 1627-ben Barakonyi Ferencz is birtokosa, 1663-ban pedig a Sóvári Soósok és Bocskay István. 1692-ben Klobusitzky András kapja; 1790-ben azonban II. Lipót egy részét a Ághchernei Szerdahelyieknek adományozza, míg a másik rész a Klobusitzkyak és a Kálnássyak birtoka. A mult század elején a leleszi konvent, a Szerdahelyi, Klobusitzky, Kovács és a Sallaky családok az urai. Most nagyobb birtokosa nincsen. Akasztószer nevű dülője valamelyik birtokos család pallosjogának az emlékét látszik megörökiteni. Ősi templomát Bacskói István főispán, előbb báró, később gróf, 1648-ban a helvét hitvallásúaknak adta. A reformátusok a templomot 1638-ban újjáépíttették. A községben egy régi nemesi udvarház van, melyet a Szerdahelyiek 1700 körül építtettek; ez most a dr. Fuchs Emilé.”
1920-ig Zemplén vármegye Bodrogközi járásához tartozott, ezután az új csehszlovák állam része lett. 1938 és 1945 között ismét Magyarország része.
Megjegyzés: Alexander Dubček Leonyid Brezsnyevvel a mai Tiszacsernyő város (Čierna nad Tisou) pályaudvarán találkozott 1968-ban. Ez a városka 1947 után épült fel és nem azonos Ágcsernyővel, melynek akkor már nem volt vasútállomása – ma sincs.

## Népessége
| Év:            | 1994. | 2004.   | 2014.    | 2024.    |
| -------------- | ----- | ------- | -------- | -------- |
| Emberek száma: | 437   | 416     | 467      | 420      |
| Eltérés:       |       | -4,80 % | +12,25 % | -10,06 % |

| Év:            | 2023. | 2024. |
| -------------- | ----- | ----- |
| Emberek száma: | 420   | 420   |
| Eltérés:       |       | +0 %  |

1910-ben 485-en, túlnyomórészt magyar anyanyelvűek lakták.
2001-ben 452 lakosából 405 magyar és 32 szlovák.
2011-ben 486 lakosából 443 magyar és 41 szlovák.
2021-ben 444 lakosából 320 magyar (72,1%), 77 szlovák, 9 cigány, 38 ismeretlen nemzetiségű.

## Nevezetességei
- Református temploma 1838-ban épült a korábbi, 1683-ban épült imaház helyén.

## Testvértelepülése
- Záhony, Magyarország
- Geszteréd, Magyarország